# Furbaide Ferbend
Furbaide Ferbend ist der Name eines Sagenhelden aus dem Ulster-Zyklus der keltischen Mythologie Irlands.

## Mythologie und Etymologie

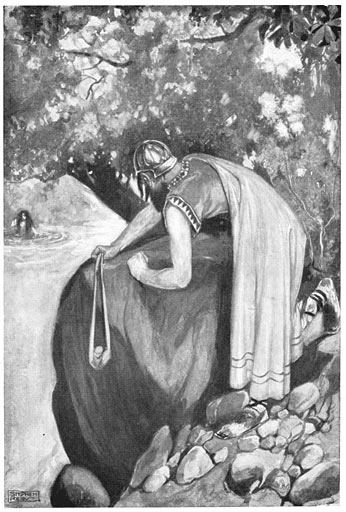
Furbaide lauert auf Medb

Furbaide Ferbend ist der Sohn des Ulster-Königs Conchobar mac Nessa, seine Mutter ist eine der Töchter des Hochkönigs von Irland, Eochaid Fedlech. In den Dindsenchas, den Ortsnamentraditionen Irlands, wird als Mutter Eithne, in anderen Sagen Clothru, die Schwester der Königin Medb von Connacht, genannt. Der Name Furbaide wird in einer Legende (Cath Boinde, die „Schlacht am Boyne“) vom altirischen urbad („schneiden“) hergeleitet.  Nach den Dindsenchas soll Furbaide zwei Hörner auf der Stirn gehabt haben, deshalb sein Beiname Ferbend, der „Gehörnte“. Im Cóir Anmann („Das Richtige von den Namen“) werden drei Hörner auf seinem Helm genannt, zwei aus Silber, eines aus Gold.
Mit 17 Jahren kämpft er mit Conchobars Truppen in der letzten Schlacht der Táin Bó Cuailnge („Der Rinderraub von Cooley“) bei Gáirech und Ilgáirech. In Mesca Ulad („Die Trunkenheit der Ulter“) wird er als Ziehsohn Cú Chulainns erwähnt, der so schön ist, dass selbst in der Schlacht niemand ihn verletzen möchte. Als nach Conchobars Tod ein anderer seiner Söhne, Cúscraid Mend Macha, König von Ulster wird, überlässt er seinem Bruder Furbaide das Unterkönigreich Süd-Tethbae (heute ein Teil des County Westmeath und der größte Teil des County Longford im äußersten Nordwesten der Provinz Leinster).
Die Sage Aided Meidbe („Der Tod Medbs“) berichtet, dass Furbaides Mutter Clothru von ihrer Schwester Medb ermordet wird, deshalb beschließt er, ihren Tod zu rächen. Er erfährt, dass Medb immer im Loch Rí (heute Lough Ree) bade und geht dorthin, um mit einem Seil die Distanz vom Badeplatz zum Ufer auszumessen. Dann übt er im Geheimen, mit seiner Steinschleuder auf diese Entfernung einen Apfel auf einer Stange zu treffen. Als Medb wieder einmal badet, will er sie töten, findet jedoch in der Eile keinen passenden Stein für die Schleuder. Deshalb nimmt er ein Stück Käse und wirft so hart, dass er sie damit tötet. Die Dindsenchas erzählen, er wäre später selber als Mörder der Mutter des Hochkönigs Lugaid Riab nDerg von diesem verfolgt und schließlich getötet worden.